# Kalinga Kumarage
Kalinga Kumarage Hewa Kumarage (singhalesisch කාලිංග කුමාරගේ හේවා කුමාරගේ, * 25. September 1992 in Colombo) ist ein sri-lankischer Sprinter. 2023 wurde er Asienmeister in der 4-mal-400-Meter-Staffel.

## Sportliche Laufbahn
Erste internationale Erfahrungen sammelte Kalinga Kumarage bei den Asienspielen im südkoreanischen Incheon, bei denen er mit der sri-lankischen 4-mal-400-Meter-Staffel im Vorlauf ausschied. Im Jahr darauf wurde er mit der Staffel bei den Asienmeisterschaften in Wuhan Fünfter und schied im 400-Meter-Lauf mit 47,56 s in der ersten Runde aus. 2016 gewann er mit der Staffel in 3:07,59 min die Silbermedaille bei den Südasienspielen in Guwahati hinter dem Team aus Indien. Bei den Asienmeisterschaften 2017 in Bhubaneswar gewann er mit der Männerstaffel in 3:04,80 min die Silbermedaille hinter dem Team aus Indien. 2018 nahm er erneut an den Asienspielen in Jakarta teil, belegte dort im Einzelbewerb in 46,49 s Rang acht und wurde mit der Staffel in 3:02,74 min Vierter. 2022 schied er bei den Commonwealth Games in Birmingham mit 47,00 s im Halbfinale über 400 Meter aus und im Jahr darauf siegte er in 3:01,56 min gemeinsam mit Aruna Dharshana, Rajitha Neranjan Rajakaruna und Pabasara Niku bei den Asienmeisterschaften in Bangkok und stellte damit einen neuen Meisterschafts- und Landesrekord auf. Zudem gewann er dort in 3:15,41 min die Silbermedaille in der Mixed-Staffel hinter Indien zusammen mit Aruna Dharshana, Tharushi Karunarathna und Nadeesha Ramanayake. Im August verpasste er mit der Staffel bei den Weltmeisterschaften in Budapest mit 3:03,25 min den Finaleinzug. Daraufhin belegte sie bei den Asienspielen in Hangzhou in 46,22 s den siebten Platz über 400 Meter und wurde in der Mixed-Staffel disqualifiziert. Zudem gewann er mit der Männerstaffel in 3:02,55 min gemeinsam mit Aruna Dharshana, Pabasara Niku und Rajitha Neranjan Rajakaruna die Bronzemedaille hinter den Teams aus Indien und Katar. 2025 belegte er bei den Hallenweltmeisterschaften in Nanjing mit der Staffel in 3:10,58 min den sechsten Platz. Ende Mai gewann er bei den Asienmeisterschaften in Gumi in 45,55 s die Bronzemedaille über 400 Meter hinter dem Katarer Ammar Ismail Yahia Ibrahim und Kentarō Satō aus Japan und sicherte sich auch mit der Mixed-Staffel in 3:21,95 min gemeinsam mit Sadew Vimansa Rajakaruna, Lakshima Mendis und Harshani Fernando die Bronzemedaille hinter den Teams aus Indien und der Volksrepublik China. Zudem belegte er mit der Männerstaffel in 3:08,55 min den fünften Platz.
In den Jahren von 2020 bis 2022 wurde Kumarage sri-lankischer Meister im 400-Meter-Lauf sowie 2020 auch über 200 Meter.

## Persönliche Bestleistungen
- 200 Meter: 20,59 s (+0,2 m/s), 19. März 2024 in Diyagama
- 300 Meter: 33,20 s, 17. März 2021 in Colombo
- 400 Meter: 45,07 s, 29. Juli 2023 in Diyagama